# Раде Янкуловски
Раде Янкуловски е български революционер, член на Вътрешната македоно-одринска революционна организация.

## Биография
Янкуловски е роден в Галичник, Реканско, в Османската империя, днес Северна Македония. Той е един от първите членове на ВМОРО в Галичник. Член е на Галичкия окръжен революционен комитет. Избран е за подпредседател на околийския комитет през юли 1903 година. Янкуловски е убит от разбойници в 1908 година в Москва, където е по работа.